# Исахак Харон
Исаха́к Харо́н (малайск.  Isahak Haron; 18 декабря 1940, Телук-Кумбар, Пенанг) — малайский учёный и педагог, Почётный профессор[чего?].

## Краткая биография
Начальное образование получил в малайской школе Телук-Кумбара (1948—1952), среднее — в школе Св. Джорджа (1952—1956) и Пенангской Фри Скул (1956—1960). В 1964 году окончил Университет Малайя, в 1971 году — Сиднейский университет (Австралия). Докторскую диссертацию защитил в Чикагском университете (США) в 1977 году.
Трудовую карьеру начал диктором на малайзийском телевидении (1964) и учителем средней школы в Куала-Тренгану (1965). В 1966—1971 гг. преподавал в педагогическом колледже Теменггонга Ибрагима в Джохор-Бару. С 1971 года и до выхода на пенсию его трудовая и научная деятельность связана с Университетом Малайя. Начав простым преподавателем, он позднее стал профессором (1979), деканом педагогического факультета (1980—1990), проректором университета и Почётным профессором (2004). Уже находясь официально на пенсии, преподавал на факультете когнитивных наук и развития человека в Педагогическом университете им. Султана Идриса, был членом Сената университета и возглавлял Центр по обеспечению качества преподавания (2001—2014). В 2015 году вновь вернулся в Университет Малайя — ведущим научным сотрудником.

## Научная деятельность
Разрабатывал проблемы когнитивистской ориентации в социальной психологии, методы изучения иностранных языков. Один из разработчиков современной национальной политики в области образования. Обосновывал необходимость преподавания всех предметов в школе на малайском языке, активно выступал против политики преподавания математики и естественных наук в начальной школе на английском языке (в результате эта политика была отменена). Автор учебных словарей малайского и английского языков.

## Общественная деятельность
Среди общественной деятельности членство в ряде комитетов Совета по языку и литературе Малайзии (в частности, в Комитете по школьным учебникам), министерства образования (например, в Комитете по пересмотру двуязычной политики в области образования — с 2016 г.), Образовательного фонда Совета опеки над коренными национальностями (МАРА). Он возглавляет также Комитет по планированию национальной политики в области просвещения, Комитет по изданию книг и др. Является консультантом ЮНЕСКО по вопросам образования в странах Азии.

## Награды
- Премия Сюзен Розенбергер (Susan Rosenberger Award) за лучшую диссертацию 1977—1979 гг.
- Орден «Верный защитник страны» (Darjah Kebesaran Darjah Setia Pangkuan Negeri) и звание «Дато» (от губернатора Пенанга, 1996)
- Почётный профессор Университета Малайя (2004)
- Премия Исламской организации по вопросам образования, науки и культуры за разработку простейшего метода арабизированного письма (джави) (2006)
- Премия «Деятель-борец за малайский язык» Лингвистического общества Малайзии (Tokoh Pejuang Bahasa, 2016)[3].
- Премия Малайского союза Пенанга как выдающемуся педагогу страны (2017)[4].

## Основные публикации
- Awang Had Salleh Ali bin Esa; Isahak bin Haron. Siviks menengah dewan. Kuala Lumpur : Dewan Bahasa dan Pustaka, Kementerian Pelajaran Malaysia, 1976-
- Isahak Haron. Social class and educational achievement in a plural society: Peninsular Malaysia Thesis University of Chicago 1977.
- Isahak Haron. Kaedah mengajar bahasa Malaysia: bahan untuk kefahaman. Dewan Bahasa dan Pustaka, 1977
- Isahak Haron. Penilaian dan penyelidikan dalam latihan perguruan. Bahagian Latihan Guru, Kementerian Pelajaran Malaysia, 1979
- Isahak Haron, John P. Doraisamy. Lifelong Education in Malaysia: A General Survey. Kuala Lumpur, 1981
- Amalan Pedagogi: asas-asas dalam / disunting oleh Prof. Dr. Isahak Haron, Prof. Madya Dr. Koh Boh Boon. Kuala Lumpur: Utusan Publications & Distributor SDN. BHD., 1982
- Isahak Haron. Mari membaca. Kuala Lumpur: Utusan Publications, 1983
- Isahak Haron. Pendidikan untuk keperluan abad ke 21. Kuala Lumpur: Pusat Perkembangan Kurikulum. Kementerian Pelajaran Malaysia, 1983
- Isahak Haron. Beberapa dapatan mengenai kajian latihan mengajar program diploma pendidikan dan sarjana muda sains dengan pendidikan. Kuala Lumpur: Fakulti Pendidikan, Universiti Malaya 1985
- Isahak Haron. Asas-asas Dalam Amalan Pedagogi. Kuala Lumpur: Utusan Publications & Distributors, 1988
- Isahak Haron. Aliran Perkembangan Pendidikan Dan Pembentukan Malaysia Sebagai Negara Industri Dalam Abad Ke 21. Kuala Lumpur: Institut Aminuddin Baki, 1992
- Isahak Haron. Kamus bergambar tadika bahasa Melayu-bahasa Inggeris. Kuala Lumpur: Fajar Bakti, 1997
- Isahak Haron. Mudah Membaca dan Menulis Jawi. Kuala Lumpur: Dewan Bahasa dan Pustaka, 2004
- Isahak Haron. Awal membaca Bahasa Melayu: keberkesanan kaedah gabungan bunyi-kata untuk pra sekolah dan untuk pemulihan. Fakulti Sains Kognitif dan Pembangunan Manusia, Universiti Pendidikan Sultan Idris, 2004
- Isahak Haron. Pelajaran Jawi Tahun 1. Kuala Lumpur, 2005
- Isahak Haron. Mudah Jawi. Kuala Lumpur, 2005
- Isahak Haron. Ujian Diagnostik Awal Menulis:Bahasa Melayu. Penerbit Universiti Pendidikan Sultan Idris, 2006
- Isahak Haron, Abdul Latif Hj. Gapor, Md Nasir Masran, Abdul Halim Ibrahim & Mariam Mohamed Nor (2008). Kesan Dasar Pengajaran Matematik dan Sains dalam Bahasa Inggeris di Sekolah Rendah.[5].
- Isahak Haron. Kamus bergambar asas KBSR: Bahasa Malaysia — Bahasa Inggeris — Jawi — Bahasa Arab. Kuala Lumpur: Penerbit Ilmu Bakti, 2010
- Ibrahim bin Hashim, Isahak Haron. Fahami Bacaan Dalam Solatmu. Kuala Lumpur: PTS Darul Furqan, 2011
- Isahak Haron. Siri Bacaan Literasi Awal 2M.: Tahap 3Penerbit. Kuala Lumpur: Ilmu Bakti, 2013
- Isahak Haron. Kata Asas Bahasa Malaysia: Buku 1. Kuala Lumpur, 2015
- Ibrahim Hashim, Isahak Haron. Agar Khusyuk dalam Shalat: Pahami Bacaan Shalatmu. Kuala Lumpur, 2015